# Bakwa-Mulumba
Les Bakwa-Mulumba constituent une population de la République démocratique du Congo. Ils font partie des Baluba du Lomami (ancienne sous-région du Kasaï-Oriental) et habitent le territoire de Ngandajika, dans le district de Kabinda au Lomami. En 2009, leur nombre est estimé à 65 000 personnes. Leur langue est le tshiluba. 
| Clans de Bakwa-Mulumba                           | Clans de Bakwa-Mulumba                                   | Clans de Bakwa-Mulumba                                 |
| ------------------------------------------------ | -------------------------------------------------------- | ------------------------------------------------------ |
| - Bakwa-Ndiandia - Bakwa-Ngambua - Bakwa-Tshileo | - Bena-Kalula - Bena-Kakona - Bena-Ntite - Bena-Shabanza | - Bena-Ndalambombo - Bena-Nyenyempi - Bena-Tshipanzula |